# Fundraiser
En fundraiser er en person, hvis lønarbejde er at skaffe penge til et formål. Fundraisere er typisk ansat af en virksomhed eller organisation for at tilvejebringe midler til enten velgørenhed, iværksætteri eller andre arrangementer, der kræver finansiering udefra.

## Pengeskaffer
Ordet "pengeskaffer'" blev valgt som vinder i DR P1's program Sproglaboratoriet Arkiveret 2. april 2009 hos  Wayback Machine den 13. marts 2009, hvor en lytter havde forespurgt et dansk alternativ til fundraiser.